# Solpuga roeweri
Espèce
Solpuga roeweri est une espèce de solifuges de la famille des Solpugidae.

## Distribution
Cette espèce est endémique du Kenya.

## Liste des sous-espèces
Selon Solifuges of the World (version 1.0) :
- Solpuga roeweri majora Lawrence, 1953
- Solpuga roeweri roeweri Fage, 1936

## Étymologie
Cette espèce est nommée en l'honneur de Carl Friedrich Roewer.

## Publications originales
- Fage & Simon, 1936 : Mission scientifique de l'Omo. Arachnida. Pedipalpi, Scorpiones, Solifuga et Araneae (1re partie). Mémoires du Muséum national d'Histoire naturelle, Paris, vol. 3, no 30, p. 293-340.
- Lawrence, 1953 : A collection of African Solifugae in the British Museum (Natural History). Proceedings of the Zoological Society of London, vol. 122, no 3, p. 955–972.